# Eugène Cuven
Eugène Cuven, né le 24 mai 1875 à Saint-Mayeux (Côtes-du-Nord) et mort le 7 septembre 1922 dans le 7e arrondissement de Paris, est un agriculteur et homme politique français.

## Biographie
Breton, il porte le nom de famille Cuven.
Propriétaire-agriculteur, Eugène Cuven s'investit dans le mouvement agricole, exerçant les fonctions de président du Syndicat des agriculteurs des Côtes-du-Nord. Il devient également maire de sa ville natale et conseiller général du canton de Corlay. 
En 1921, il se présente, sous les couleurs modérées de l'Alliance démocratique à une élection législative partielle consécutive à l'élection au Sénat de l'un des députés du département, Charles Baudet. Élu, il rejoint le groupe des Républicains de gauche. Il s'inscrit à la Commission des douanes. Un an et demi après son élection, il meurt subitement à l'âge de 47 ans.
Le président de la Chambre des députés, Raoul Péret, lui rend ainsi hommage : « Eugène Cuven était né en 1875. Sa mort inattendue à la suite d'une grave opération, a rempli d'affliction les populations de son département, où il avait, par sa grande loyauté, son accueil toujours serviable, conquis de solides amitiés. Agriculteur distingué, maire de sa commune, conseiller général, il y jouissait d'une légitime popularité. À la Chambre, il eut l'occasion de manifester sa compétence en matière agricole par une intervention dans le débats sur les mines de la Sarre. Décoré de la Croix de guerre après la campagne de l'Yser, Eugène Cuven, en toute circonstance, aura bien servi sa patrie. »